# 高針料金所
高針料金所（たかばりりょうきんじょ）とは、愛知県名古屋市名東区高針荒田にある名古屋高速道路2号東山線の本線料金所である。

## 概要
料金所は西行き（都心環状線方面）のみ設置されている。名二環方面、および高針入口からの料金収受を行う。

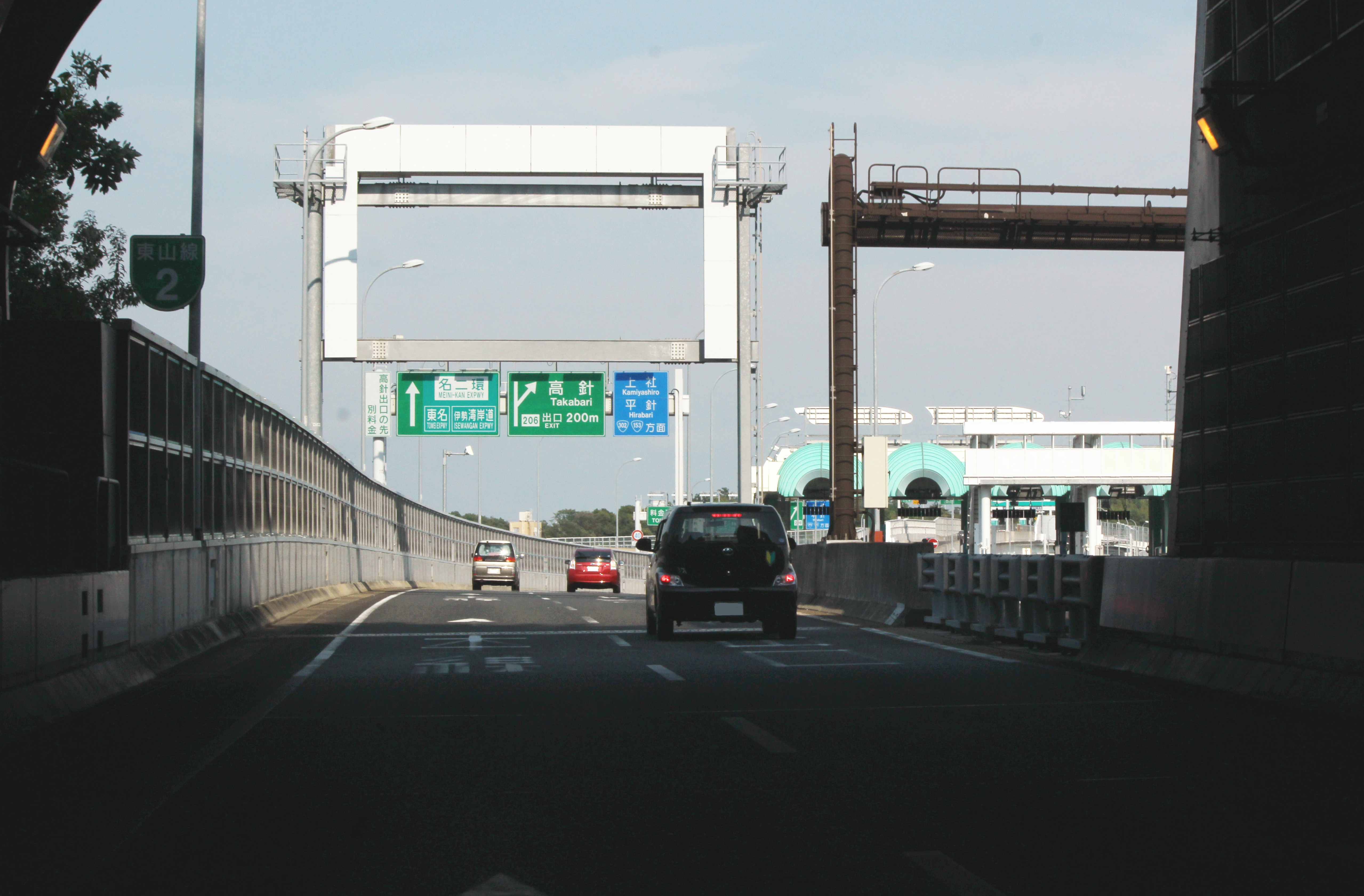
東行き道路から右の西行き料金所を見る。東行きも名二環に直通の場合はこの先の料金所を通る[2]。

## 歴史
- 2003年3月29日 : 東名阪自動車道（現・名古屋第二環状自動車道） 上社JCT - 名古屋高速2号東山線 四谷出入口間開通に伴い供用開始[3][1]。
- 2011年3月20日 : 名古屋第二環状自動車道 名古屋南JCT - 高針JCT間開通[4]により名古屋南JCT方面からの乗継料金収受業務も開始。

## 料金所

### 都心環状方面
- ブース数：6[5][2]
  - ETC専用：3
  - 一般：2
  - 一般（精算機）:1

## 隣
名古屋高速2号東山線
(205,215)四谷出入口 - （東山トンネル） - 高針料金所 - (206,216)高針出入口

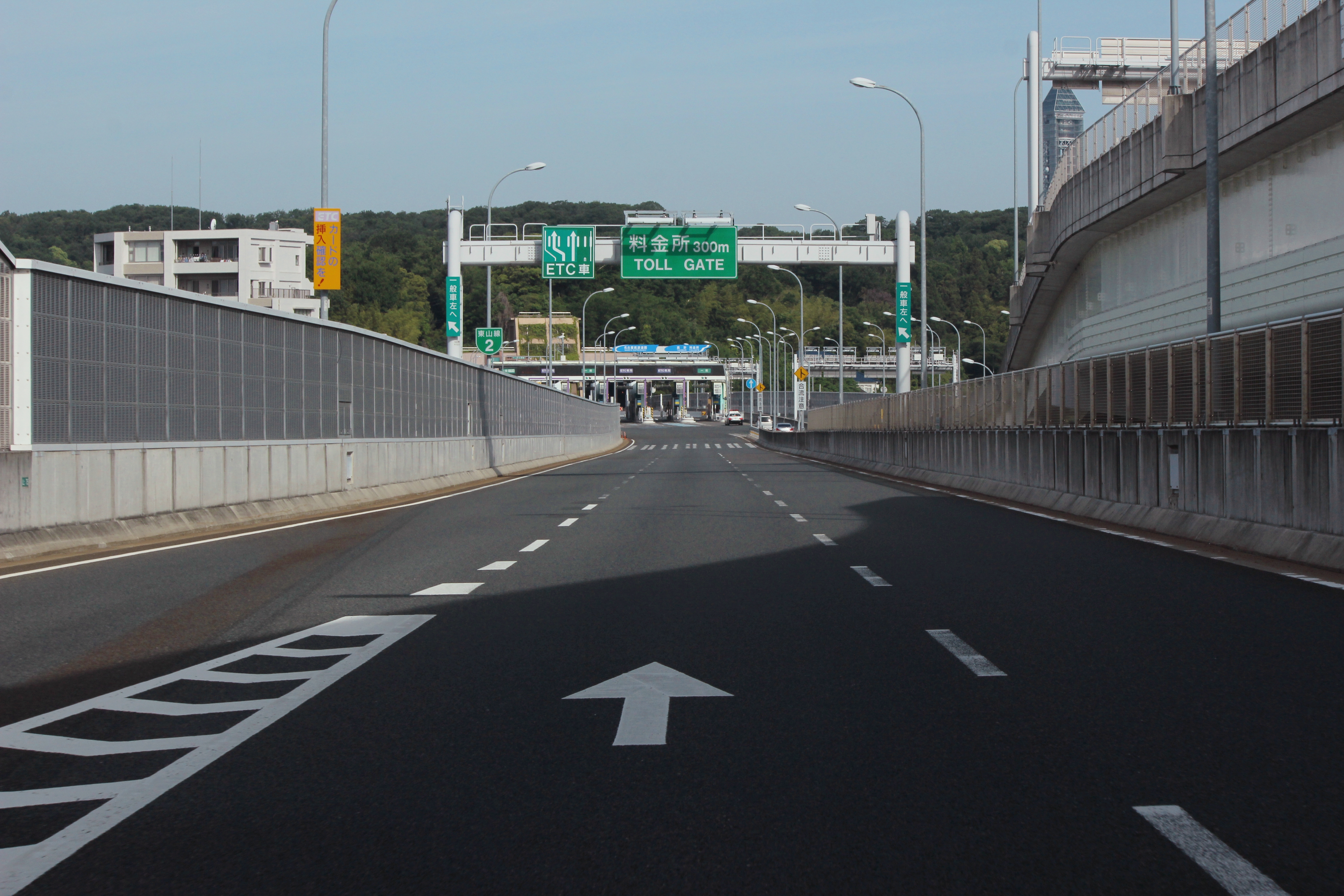
高針JCTから料金所を望む。この先、高針入口からの道路が右から合流する。
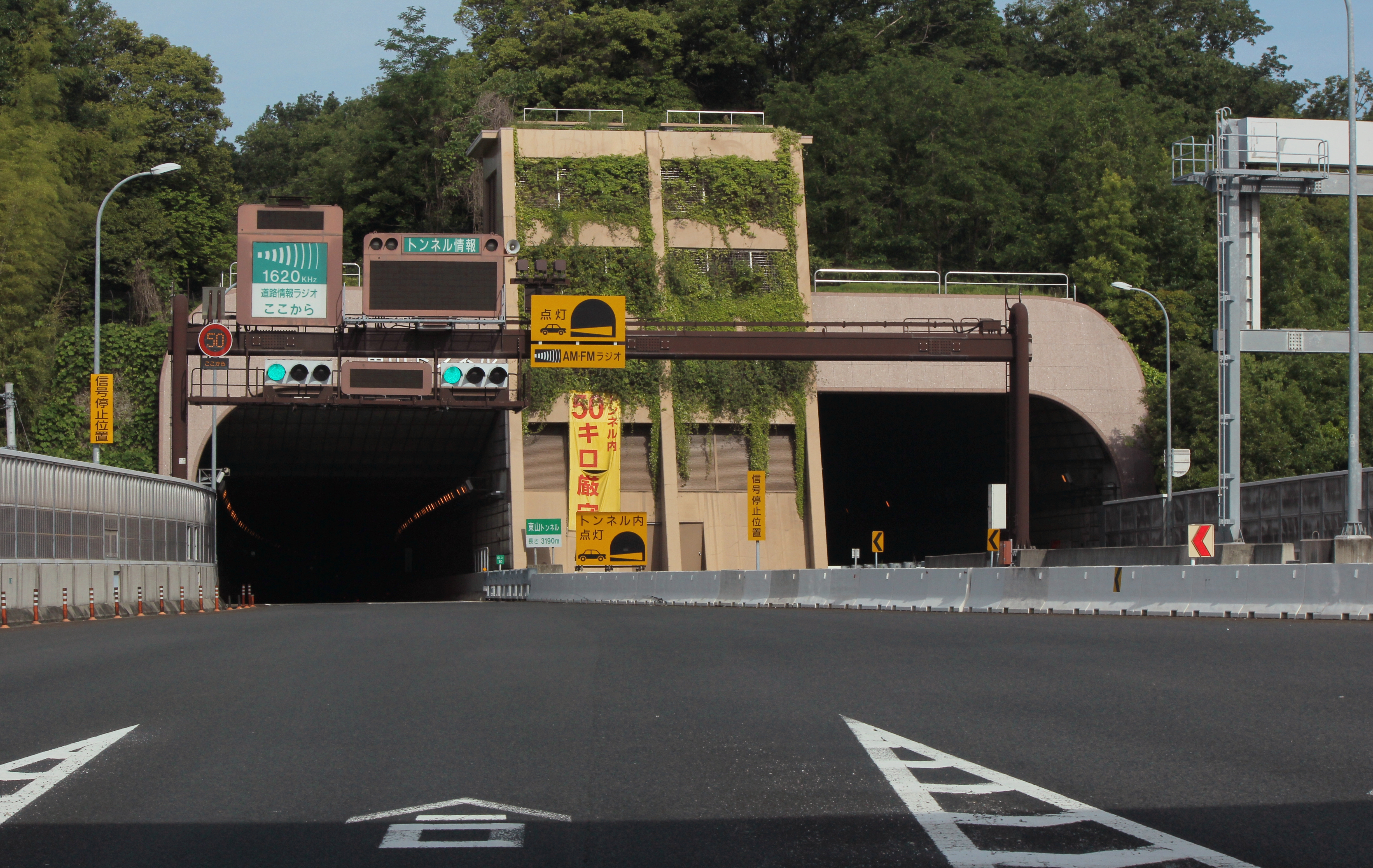
料金所通過後ただちに東山トンネルに入る